# Stuart Townsend
Stuart Peter Townsend, född 15 december 1972 i Howth, är en irländsk skådespelare. Han har bland annat spelat Lestat de Lioncourt i De fördömdas drottning (2002). Han spelade också Jez i Shooting Fish (1997) och Dorian Gray i The League (2003).
Stuart Townsend var påtänkt i rollen som Aragorn i Sagan om ringen-filmerna, men ersattes av Viggo Mortensen.
Åren 2001–2010 var han förlovad med skådespelerskan Charlize Theron.

## Filmografi (urval)
- 1997 – Shooting Fish
- 1997 – Under the Skin
- 1999 – Wonderland
- 1999 – Eskorten
- 2000 – About Adam
- 2002 – De fördömdas drottning
- 2002 – Trapped
- 2003 – Shade
- 2003 – The League
- 2004 – Head in the Clouds
- 2005 – The Best Man
- 2005 – Æon Flux (ej krediterad)
- 2005–2006 – Night Stalker (TV-serie) (tio avsnitt)
- 2007 – Battle in Seattle (manus och regi)
- 2008 – Chaos Theory
- 2011–2012 – XIII (TV-serie) (26 avsnitt)
- 2013–2014 – Betrayal (TV-serie) (13 avsnitt)